# Estación Chacance
Chacance fue una estación de ferrocarril que se hallaba en el Desierto de Atacama de la Región de Antofagasta de Chile. Fue parte del Longitudinal Norte y actualmente se encuentra inactiva.

## Historia
Las obras de construcción del tramo del ferrocarril Longitudinal Norte entre las estaciones Toco y Chacance se realizaron durante 1911, siendo entregadas a fines del mismo. Originalmente estaba proyectada con el nombre de Estación del Loa.
La estación poseía las mismas características que la estación Toco: contaba con una bodega de 20 metros, un edificio que albergaba a la casa del jefe de estación y la boletería, un andén, una casa de cambiador, una plataforma para metales y dos desvíos; la principal diferencia era la capacidad del estanque de agua para abastecer a las locomotoras, que en Chacance tenía una capacidad de 100 m³. Según Santiago Marín Vicuña la estación se ubicaba a 1234 m s. n. m.
La estación aparece en mapas oficiales de 1929, así como también es consignada en guías turísticas de 1949 y mapas de 1960, lo que da cuenta de su actividad constante a lo largo de las décadas. Mediante decreto del 26 de octubre de 1970 la estación fue convertida en paradero sin personal.
La estación dejó de prestar servicios cuando finalizó el transporte de pasajeros en la antigua Red Norte de la Empresa de los Ferrocarriles del Estado en junio de 1975, siendo clausurada de manera formal el 15 de enero de 1979. Las vías del Longitudinal Norte fueron traspasadas a Ferronor y privatizadas, mientras que la estación fue abandonada.